# Dalbergia granadillo
Dalbergia granadillo är en ärtväxtart som beskrevs av Henri François Pittier. Dalbergia granadillo ingår i släktet Dalbergia, och familjen ärtväxter. Inga underarter finns listade i Catalogue of Life.